# Nabesita
La nabesita es un mineral de la clase de los filosilicatos. Fue descubierta en el año 2000 en el municipio de Narsaq de la provincia de Kitaa (Groenlandia), siendo nombrada así por su composición química: Na+Be+Si. Un sinónimo es su clave: IMA2000-024.

## Características químicas
Es un filosilicato de anillos de 4 u 8 tetraedros simples, de sodio y berilio, hidratado. Tiene una estructura química de zeolita y está relacionada con la weinebeneíta.

## Formación y yacimientos
Aparece en cavidades con albita en rocas que la contienen, con yugtupita.